# Roster

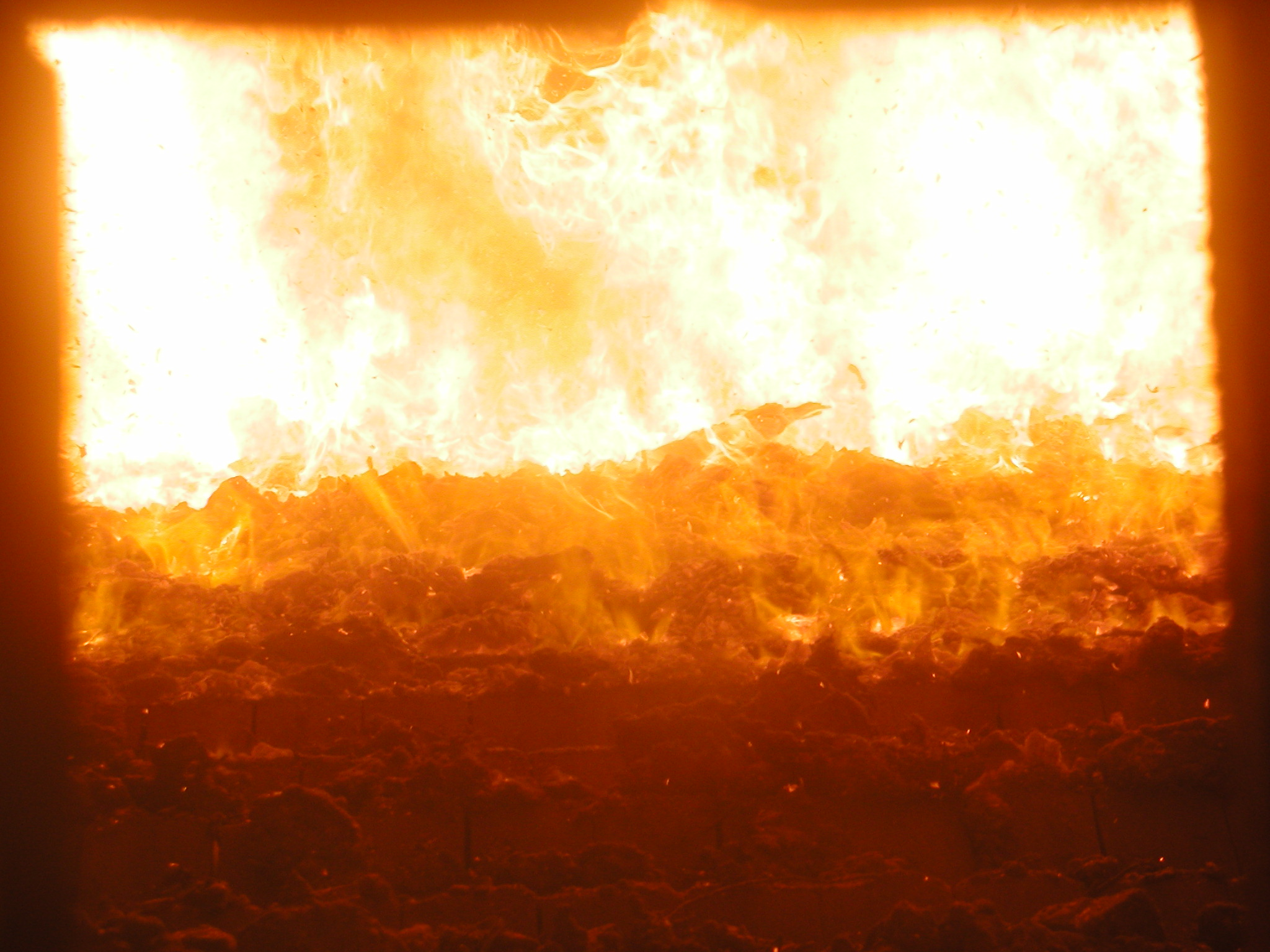
Vedeldning på roster

Roster är ett galler som används vid förbränning av fasta bränslen som ved, kol och flis. Förbränningsluft tillförs underifrån och från sidan och aska som bildas faller ner genom gallret och kan tas om hand. I större anläggningar, som värmekraftverk, används ofta en rörlig roster som rör sig genom pannan medan bränslet förbränns. I vanliga vedpannor för uppvärmning av småhus (effekt cirka 25–100 kW) är rostret ofta tillverkat av keramik.